# U.S. Men's Clay Court Championships 1998 - Qualificazioni singolare
Le qualificazioni del singolare  dell'U.S. Men's Clay Court Championships 1998 sono state un torneo di tennis preliminare per accedere alla fase finale della manifestazione. I vincitori dell'ultimo turno sono entrati di diritto nel tabellone principale. In caso di ritiro di uno o più giocatori aventi diritto a questi sono subentrati i lucky loser, ossia i giocatori che hanno perso nell'ultimo turno ma che avevano una classifica più alta rispetto agli altri partecipanti che avevano comunque perso nel turno finale.
Le qualificazioni del torneo U.S. Men's Clay Court Championships 1998 prevedevano 32 partecipanti di cui 4 sono entrati nel tabellone principale.

## Teste di serie
1. Michael Tebbutt (primo turno)
2. Dennis van Scheppingen (Qualificato)
3. Lars Burgsmüller (ultimo turno)
4. Dick Norman (primo turno)

1. Márcio Carlsson (Qualificato)
2. Allen Belobrajdic (primo turno)
3. Stéphane Simian (secondo turno)
4. Andrew Ilie (Qualificato)

## Qualificati
1. Andrew Ilie
2. Dennis van Scheppingen

1. Márcio Carlsson
2. Patrik Fredriksson

## Tabellone

### Legenda
| - Q = Qualificato - WC = Wild card - LL = Lucky loser | - ALT = Alternate - SE = Special Exempt - PR = Protected Ranking | - w/o = Walkover - r = Ritirato - d = Squalificato |

### Sezione 1
|  | Primo turno        | Primo turno        | Primo turno     | Primo turno | Primo turno |  |  | Secondo turno | Secondo turno | Secondo turno | Secondo turno | Secondo turno |   |   | Ultimo turno | Ultimo turno | Ultimo turno | Ultimo turno | Ultimo turno |  |
|  |                    |                    |                 |             |             |  |  |               |               |               |               |               |   |   |              |              |              |              |              |  |
|  |                    | Hugo Armando       | 6               | 4           | 6           |  |  |               |               |               |               |               |   |   |              |              |              |              |              |  |
|  | 1                  | Michael Tebbutt    | 4               | 6           | 2           |  |  | Hugo Armando  | Hugo Armando  | Hugo Armando  | 6             | 1             |   |   |              |              |              |              |              |  |
|  | Amir Hadad         | Amir Hadad         | Amir Hadad      | 6           | 7           |  |  | Amir Hadad    | Amir Hadad    | Amir Hadad    | 7             | 6             |   |   |              |              |              |              |              |  |
|  | Kevin Ullyett      | Kevin Ullyett      | Kevin Ullyett   | 4           | 5           |  |  |               |               |               |               |               |   |   |              | Amir Hadad   | Amir Hadad   | 2            | 4            |  |
|  | Bobby Kokavec      | Bobby Kokavec      | 4               | 6           | 6           |  |  |               |               | 8             | Andrew Ilie   | Andrew Ilie   | 6 | 6 |              |              |              |              |              |  |
|  | Richard Brostowicz | Richard Brostowicz | 6               | 2           | 3           |  |  |               | Bobby Kokavec | 4             | 6             | 1             |   |   |              |              |              |              |              |  |
|  | 8                  | Andrew Ilie        | Andrew Ilie     | 6           | 6           |  |  | 8             | Andrew Ilie   | 6             | 2             | 6             |   |   |              |              |              |              |              |  |
|  |                    | Charles Auffray    | Charles Auffray | 1           | 4           |  |  |               |               |               |               |               |   |   |              |              |              |              |              |  |

### Sezione 2
|  | Primo turno         | Primo turno            | Primo turno         | Primo turno | Primo turno |  |  | Secondo turno | Secondo turno          | Secondo turno          | Secondo turno | Secondo turno |   |   | Ultimo turno | Ultimo turno           | Ultimo turno           | Ultimo turno | Ultimo turno |  |
|  |                     |                        |                     |             |             |  |  |               |                        |                        |               |               |   |   |              |                        |                        |              |              |  |
|  | 2                   | Dennis van Scheppingen | 4                   | 6           | 6           |  |  |               |                        |                        |               |               |   |   |              |                        |                        |              |              |  |
|  |                     | Jean-Philippe Fleurian | 6                   | 4           | 2           |  |  | 2             | Dennis van Scheppingen | Dennis van Scheppingen | 6             | 6             |   |   |              |                        |                        |              |              |  |
|  | Mashiska Washington | Mashiska Washington    | Mashiska Washington | 6           | 6           |  |  |               | Mashiska Washington    | Mashiska Washington    | 1             | 1             |   |   |              |                        |                        |              |              |  |
|  | Frederik Fetterlein | Frederik Fetterlein    | Frederik Fetterlein | 2           | 1           |  |  |               |                        |                        |               |               |   |   | 2            | Dennis van Scheppingen | Dennis van Scheppingen | 6            | 6            |  |
|  | Mark Knowles        | Mark Knowles           | Mark Knowles        | 6           | 7           |  |  |               |                        |                        | Mark Knowles  | Mark Knowles  | 1 | 3 |              |                        |                        |              |              |  |
|  | Jan Frode Andersen  | Jan Frode Andersen     | Jan Frode Andersen  | 3           | 6           |  |  |               | Mark Knowles           | Mark Knowles           | 6             | 6             |   |   |              |                        |                        |              |              |  |
|  | 7                   | Stéphane Simian        | Stéphane Simian     | 6           | 6           |  |  | 7             | Stéphane Simian        | Stéphane Simian        | 4             | 2             |   |   |              |                        |                        |              |              |  |
|  |                     | Kevin Kim              | Kevin Kim           | 2           | 4           |  |  |               |                        |                        |               |               |   |   |              |                        |                        |              |              |  |

### Sezione 3
|  | Primo turno    | Primo turno        | Primo turno        | Primo turno | Primo turno |  |  | Secondo turno | Secondo turno    | Secondo turno | Secondo turno   | Secondo turno |   |   | Ultimo turno | Ultimo turno     | Ultimo turno | Ultimo turno | Ultimo turno |  |
|  |                |                    |                    |             |             |  |  |               |                  |               |                 |               |   |   |              |                  |              |              |              |  |
|  | 3              | Lars Burgsmüller   | Lars Burgsmüller   | 6           | 6           |  |  |               |                  |               |                 |               |   |   |              |                  |              |              |              |  |
|  |                | Diego Hipperdinger | Diego Hipperdinger | 1           | 1           |  |  | 3             | Lars Burgsmüller | 6             | 3               | 7             |   |   |              |                  |              |              |              |  |
|  | Cecil Mamiit   | Cecil Mamiit       | Cecil Mamiit       | 6           | 7           |  |  |               | Cecil Mamiit     | 4             | 6               | 6             |   |   |              |                  |              |              |              |  |
|  | David Caldwell | David Caldwell     | David Caldwell     | 2           | 6           |  |  |               |                  |               |                 |               |   |   | 3            | Lars Burgsmüller | 6            | 6            | 2            |  |
|  | Luis Morejon   | Luis Morejon       | Luis Morejon       | 6           | 6           |  |  |               |                  | 5             | Márcio Carlsson | 7             | 3 | 6 |              |                  |              |              |              |  |
|  | Mark Merklein  | Mark Merklein      | Mark Merklein      | 2           | 4           |  |  |               | Luis Morejon     | 4             | 6               | 4             |   |   |              |                  |              |              |              |  |
|  | 5              | Márcio Carlsson    | 6                  | 2           | 6           |  |  | 5             | Márcio Carlsson  | 6             | 3               | 6             |   |   |              |                  |              |              |              |  |
|  |                | Lars Jonsson       | 0                  | 6           | 2           |  |  |               |                  |               |                 |               |   |   |              |                  |              |              |              |  |

### Sezione 4
|  | Primo turno         | Primo turno         | Primo turno   | Primo turno | Primo turno |  |  | Secondo turno      | Secondo turno      | Secondo turno | Secondo turno | Secondo turno |   |   | Ultimo turno       | Ultimo turno       | Ultimo turno       | Ultimo turno | Ultimo turno |  |
|  |                     |                     |               |             |             |  |  |                    |                    |               |               |               |   |   |                    |                    |                    |              |              |  |
|  |                     | Noam Behr           | Noam Behr     | 7           | 6           |  |  |                    |                    |               |               |               |   |   |                    |                    |                    |              |              |  |
|  | 4                   | Dick Norman         | Dick Norman   | 5           | 1           |  |  | Noam Behr          | Noam Behr          | 6             | 0             | 3             |   |   |                    |                    |                    |              |              |  |
|  | Patrik Fredriksson  | Patrik Fredriksson  | 6             | 0           | 6           |  |  | Patrik Fredriksson | Patrik Fredriksson | 3             | 6             | 6             |   |   |                    |                    |                    |              |              |  |
|  | Marcelo Charpentier | Marcelo Charpentier | 3             | 6           | 3           |  |  |                    |                    |               |               |               |   |   | Patrik Fredriksson | Patrik Fredriksson | Patrik Fredriksson | 7            | 7            |  |
|  | Edwin Kempes        | Edwin Kempes        | Edwin Kempes  | 6           | 6           |  |  |                    |                    | Edwin Kempes  | Edwin Kempes  | Edwin Kempes  | 6 | 6 |                    |                    |                    |              |              |  |
|  | Adam Peterson       | Adam Peterson       | Adam Peterson | 2           | 4           |  |  | Edwin Kempes       | Edwin Kempes       | 5             | 6             | 6             |   |   |                    |                    |                    |              |              |  |
|  |                     | Grant Doyle         | 6             | 4           | 6           |  |  | Grant Doyle        | Grant Doyle        | 7             | 4             | 3             |   |   |                    |                    |                    |              |              |  |
|  | 6                   | Allen Belobrajdic   | 4             | 6           | 2           |  |  |                    |                    |               |               |               |   |   |                    |                    |                    |              |              |  |